# Oumou Sall Seck

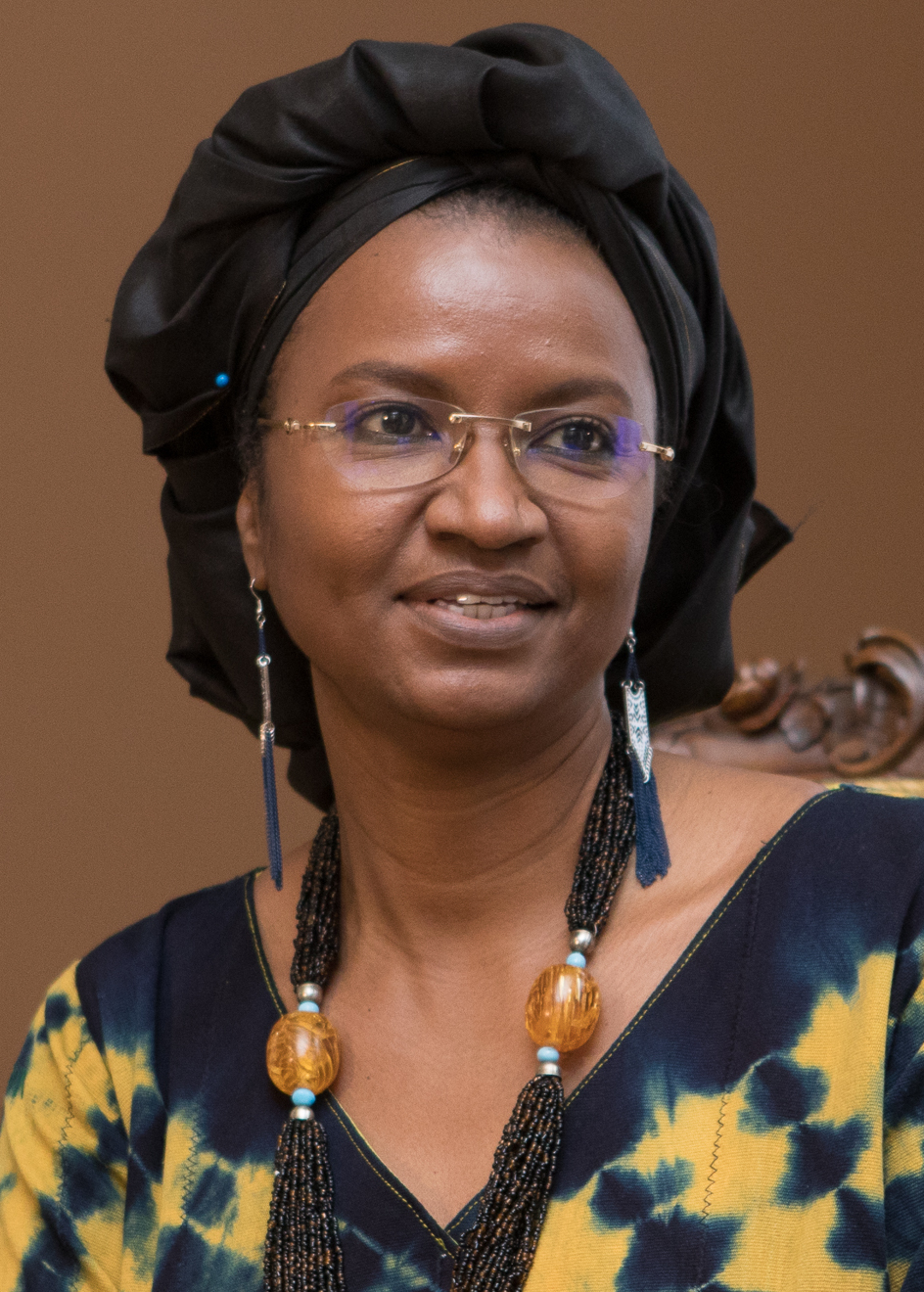
Oumou Sall Seck (2020)

Oumou Sall Seck (* 19. August 1968) ist eine malische Diplomatin und Politikerin (MC, UDR). Sie war von 2018 bis 2024 Botschafterin ihres Landes in Berlin.

## Werdegang
Oumou Sall Seck wurde 2004 als unabhängige Kandidatin zur Bürgermeisterin der Stadt Goundam in der Region Timbuktu gewählt. Bei ihrer Wiederwahl hatte sie 2009 für die Bürgerbewegung Mouvement citoyen kandidiert. Daneben war sie von 2005 bis 2010 Erste Sekretärin für Kommunikation im Gemeindeverband von Mali sowie bis 2011 eine Direktorin im Aufsichtsrat der „Nationalen Agentur für Investitionen in Gebietskörperschaften“ (ANICT). Sall Seck wurde 2009 Vizepräsidentin des Nationalen Exekutiv-Komitees der Bürgerbewegung. Zwei Jahre später wechselte sie bis 2016 als Vizepräsidentin zur Partei „Union für die Republik und Demokratie“ (Union pour la République et la Démocratie, URD). Im Jahr 2012 gründete sie eine Bewegung für den sozialen Zusammenhalt in Mali und übernahm die Präsidentschaft.
Als Expertin beriet Sall Seck von 2014 bis 2015 den „Hohen Vertreter des Präsidenten“ bei den Verhandlungen zum Abkommen von Algier. Im Jahr 2017 wurde sie Mitglied im Stab des Kommissars für die Reform des Sicherheitssektors.
Oumou Sall Seck wurde am 19. Juli 2018 als Nachfolgerin von Toumani Djimé Diallo zur außerordentlichen und bevollmächtigten Botschafterin von Mali in Deutschland akkreditiert. Sie erhielt Nebenakkreditierungen für Lettland und Litauen. Im März 2024 wurde sie von Cheick Mahamadou Chérif Keïta abgelöst.
Sall Seck absolvierte bis 2013 berufsbegleitend ein Studium in Kooperation und Entwicklung an der Université Mande Bukari in Bamako. Sie erhielt 2017 ein Zertifikat in Völkerrecht und vergleichendem Menschenrecht des Internationalen Instituts der Menschenrechte in Straßburg.

## Auszeichnungen
Die Botschaft der Vereinigten Staaten in Bamako zeichnete Sall Seck als „Women in Excellence in the Fields of Politics“ aus. Sie erhielt die Goldmedaille des Crans-Montana-Forums in Brüssel sowie einen Friedenspreis.